# Semotrachia discoidea
Semotrachia discoidea är en snäckart som beskrevs av Alan Solem 1993. Semotrachia discoidea ingår i släktet Semotrachia och familjen Camaenidae. Inga underarter finns listade i Catalogue of Life.